# Paranthropus
Paranthropus è un genere estinto di ominidi, vissuto in Africa centro-orientale fra i 2,8 e circa 1 milione di anni fa, tra la fine del Pliocene e il medio Pleistocene..

## Storia
Nel 1938 lo studente Gert Terblanche rinvenne a Kromdraai, sito fossilifero a circa 70 km da Pretoria, una parte di cranio ed una mandibola completa di un ominide, in seguito denominato TM 1517; i resti vennero analizzati dal paleontologo scozzese Robert Broom, che ne ipotizzò l'appartenenza a una nuova specie, da lui denominata Paranthropus robustus. Da allora il sito archeologico e l'area circostante fu oggetto di diverse campagne di scavo che, al 1988, portarono alla scoperta di sei ominidi. Oggi l'area, nota come Culla dell'umanità, è Patrimonio dell'umanità.
Il 17 luglio 1959, i coniugi Mary Leakey e Louis Leakey rinvennero nella gola di Olduvai, in Tanzania, i resti fossili di un esemplare di un ominide: nei pressi dell'esemplare vennero rinvenuti anche degli utensili risalenti all'Olduvaiano e delle ossa animali con segni di scarnificazione. I due, comparando i resti con quelli all'epoca noti, appartenenti alla famiglia degli australopitecidi e a quella degli Paranthropus robustus, arrivarono alla conclusione che l'omonide da loro ritrovato appartenesse ad una nuova specie, da loro ribattezzata Zinjanthropus boisei, da zinj, parola araba indicante la costa orientale dell'Africa, e da Charles Boise, finanziatore della spedizione. La proposta non fu accolta dalla comunità scientifica, ed inizialmente il reperto, noto come Australopithecus boisei, inizialmente venne inserito al genere Australopithecus, e successivamente a quello Paranthropus boisei.
Nel 1968, i paleontologi francesi Camille Arambourg e Yves Coppens descrissero il Paraustralopithecus aethiopicus sulla base di una mandibola senza denti (reperto denominato Omo 18) ritrovata nella Formazione Shungura in Etiopia. Nel 1986, dopo la scoperta del cranio denominato KNM WT 17000, ritrovato vicino al lago Turkana in Kenya, lo classificarono come Paranthropus aethiopicus. Questa classificazione è ancora discussa, da quanti ritengono che sia assimilabile al Paranthropus boisei.
Nel 2017 fu ritrovato a Nyayanga, vicino al lago Vittoria, un grande molare di ominide, identificato come appartenente al genere Paranthropus; il reperto era stato ritrovato insieme a resti ossei di antichi ippopotami, e a un mucchio di pietre scheggiate, che la scopritrice Emma Finestone riconobbe come strumenti olduvaiani. La successiva datazione ha posto a 2,8 milioni di anni fa l'età dei reperti ritrovati (con una varianza tra 2,58 e 3,03 milioni di anni fa), i più antichi ad oggi riferibili all'Olduvaiano.

## Tassonomia
Il nome del genere deriva dalla combinazione del prefisso greco para- ("accanto") con la parola greca ἄνθρωπος (ànthrōpos, "uomo"): la traduzione del termine Paranthropus è pertanto "accanto all'uomo", con riferimento al fatto che tutte le specie ascritte a questo genere sono vissute attorno ai 2 milioni di anni fa in zone dove ai tempi stavano affermandosi le prime specie del genere Homo.
Tuttavia, fra gli studiosi è ancora dibattuta la necessità, o meno, di accorpare il genere Paranthropus a quello dell'Australopithecus, del quale potrebbe essere una sorta di continuazione. Di fatto, fino alla fine degli anni novanta, i membri del genere venivano classificati come Australopithecus, mentre attualmente la loro classificazione come Paranthropus è generalmente accettata come corretta
Al genere vengono ascritte tre specie:
- Paranthropus aethiopicus
- Paranthropus boisei
- Paranthropus robustus

Di seguito l'albero filogenetico secondo uno studio del 2019:
|              | Ardipithecus |
|              |              |
| A. anamensis | A. afarensis |
|              | A. afarensis |

|  | P. aethiopicus                                            |
|  |                                                           |
|  | \| \| P. boisei \| \| \| \| \| \| P. robustus \| \| \| \| |
|  |                                                           |
|  | P. boisei                                                 |
|  |                                                           |
|  | P. robustus                                               |
|  |                                                           |

|  | P. boisei   |
|  |             |
|  | P. robustus |
|  |             |

|  | A. sediba                                                 |
|  |                                                           |
|  | \| \| H. habilis \| \| \| \| \| \| Altri Homo \| \| \| \| |
|  |                                                           |
|  | H. habilis                                                |
|  |                                                           |
|  | Altri Homo                                                |
|  |                                                           |

|  | H. habilis |
|  |            |
|  | Altri Homo |
|  |            |

|  | A. sediba                                                 |
|  |                                                           |
|  | \| \| H. habilis \| \| \| \| \| \| Altri Homo \| \| \| \| |
|  |                                                           |
|  | H. habilis                                                |
|  |                                                           |
|  | Altri Homo                                                |
|  |                                                           |

|  | H. habilis |
|  |            |
|  | Altri Homo |
|  |            |

|  | A. sediba                                                 |
|  |                                                           |
|  | \| \| H. habilis \| \| \| \| \| \| Altri Homo \| \| \| \| |
|  |                                                           |
|  | H. habilis                                                |
|  |                                                           |
|  | Altri Homo                                                |
|  |                                                           |

|  | H. habilis |
|  |            |
|  | Altri Homo |
|  |            |

|  | A. sediba                                                 |
|  |                                                           |
|  | \| \| H. habilis \| \| \| \| \| \| Altri Homo \| \| \| \| |
|  |                                                           |
|  | H. habilis                                                |
|  |                                                           |
|  | Altri Homo                                                |
|  |                                                           |

|  | H. habilis |
|  |            |
|  | Altri Homo |
|  |            |

|  | P. aethiopicus                                            |
|  |                                                           |
|  | \| \| P. boisei \| \| \| \| \| \| P. robustus \| \| \| \| |
|  |                                                           |
|  | P. boisei                                                 |
|  |                                                           |
|  | P. robustus                                               |
|  |                                                           |

|  | P. boisei   |
|  |             |
|  | P. robustus |
|  |             |

|  | A. sediba                                                 |
|  |                                                           |
|  | \| \| H. habilis \| \| \| \| \| \| Altri Homo \| \| \| \| |
|  |                                                           |
|  | H. habilis                                                |
|  |                                                           |
|  | Altri Homo                                                |
|  |                                                           |

|  | H. habilis |
|  |            |
|  | Altri Homo |
|  |            |

|  | A. sediba                                                 |
|  |                                                           |
|  | \| \| H. habilis \| \| \| \| \| \| Altri Homo \| \| \| \| |
|  |                                                           |
|  | H. habilis                                                |
|  |                                                           |
|  | Altri Homo                                                |
|  |                                                           |

|  | H. habilis |
|  |            |
|  | Altri Homo |
|  |            |

|  | A. sediba                                                 |
|  |                                                           |
|  | \| \| H. habilis \| \| \| \| \| \| Altri Homo \| \| \| \| |
|  |                                                           |
|  | H. habilis                                                |
|  |                                                           |
|  | Altri Homo                                                |
|  |                                                           |

|  | H. habilis |
|  |            |
|  | Altri Homo |
|  |            |

|  | A. sediba                                                 |
|  |                                                           |
|  | \| \| H. habilis \| \| \| \| \| \| Altri Homo \| \| \| \| |
|  |                                                           |
|  | H. habilis                                                |
|  |                                                           |
|  | Altri Homo                                                |
|  |                                                           |

|  | H. habilis |
|  |            |
|  | Altri Homo |
|  |            |

|              | Ardipithecus |
|              |              |
| A. anamensis | A. afarensis |
|              | A. afarensis |

|  | P. aethiopicus                                            |
|  |                                                           |
|  | \| \| P. boisei \| \| \| \| \| \| P. robustus \| \| \| \| |
|  |                                                           |
|  | P. boisei                                                 |
|  |                                                           |
|  | P. robustus                                               |
|  |                                                           |

|  | P. boisei   |
|  |             |
|  | P. robustus |
|  |             |

|  | A. sediba                                                 |
|  |                                                           |
|  | \| \| H. habilis \| \| \| \| \| \| Altri Homo \| \| \| \| |
|  |                                                           |
|  | H. habilis                                                |
|  |                                                           |
|  | Altri Homo                                                |
|  |                                                           |

|  | H. habilis |
|  |            |
|  | Altri Homo |
|  |            |

|  | A. sediba                                                 |
|  |                                                           |
|  | \| \| H. habilis \| \| \| \| \| \| Altri Homo \| \| \| \| |
|  |                                                           |
|  | H. habilis                                                |
|  |                                                           |
|  | Altri Homo                                                |
|  |                                                           |

|  | H. habilis |
|  |            |
|  | Altri Homo |
|  |            |

|  | A. sediba                                                 |
|  |                                                           |
|  | \| \| H. habilis \| \| \| \| \| \| Altri Homo \| \| \| \| |
|  |                                                           |
|  | H. habilis                                                |
|  |                                                           |
|  | Altri Homo                                                |
|  |                                                           |

|  | H. habilis |
|  |            |
|  | Altri Homo |
|  |            |

|  | A. sediba                                                 |
|  |                                                           |
|  | \| \| H. habilis \| \| \| \| \| \| Altri Homo \| \| \| \| |
|  |                                                           |
|  | H. habilis                                                |
|  |                                                           |
|  | Altri Homo                                                |
|  |                                                           |

|  | H. habilis |
|  |            |
|  | Altri Homo |
|  |            |

|  | P. aethiopicus                                            |
|  |                                                           |
|  | \| \| P. boisei \| \| \| \| \| \| P. robustus \| \| \| \| |
|  |                                                           |
|  | P. boisei                                                 |
|  |                                                           |
|  | P. robustus                                               |
|  |                                                           |

|  | P. boisei   |
|  |             |
|  | P. robustus |
|  |             |

|  | A. sediba                                                 |
|  |                                                           |
|  | \| \| H. habilis \| \| \| \| \| \| Altri Homo \| \| \| \| |
|  |                                                           |
|  | H. habilis                                                |
|  |                                                           |
|  | Altri Homo                                                |
|  |                                                           |

|  | H. habilis |
|  |            |
|  | Altri Homo |
|  |            |

|  | A. sediba                                                 |
|  |                                                           |
|  | \| \| H. habilis \| \| \| \| \| \| Altri Homo \| \| \| \| |
|  |                                                           |
|  | H. habilis                                                |
|  |                                                           |
|  | Altri Homo                                                |
|  |                                                           |

|  | H. habilis |
|  |            |
|  | Altri Homo |
|  |            |

|  | A. sediba                                                 |
|  |                                                           |
|  | \| \| H. habilis \| \| \| \| \| \| Altri Homo \| \| \| \| |
|  |                                                           |
|  | H. habilis                                                |
|  |                                                           |
|  | Altri Homo                                                |
|  |                                                           |

|  | H. habilis |
|  |            |
|  | Altri Homo |
|  |            |

|  | A. sediba                                                 |
|  |                                                           |
|  | \| \| H. habilis \| \| \| \| \| \| Altri Homo \| \| \| \| |
|  |                                                           |
|  | H. habilis                                                |
|  |                                                           |
|  | Altri Homo                                                |
|  |                                                           |

|  | H. habilis |
|  |            |
|  | Altri Homo |
|  |            |

|              | Ardipithecus |
|              |              |
| A. anamensis | A. afarensis |
|              | A. afarensis |

|  | P. aethiopicus                                            |
|  |                                                           |
|  | \| \| P. boisei \| \| \| \| \| \| P. robustus \| \| \| \| |
|  |                                                           |
|  | P. boisei                                                 |
|  |                                                           |
|  | P. robustus                                               |
|  |                                                           |

|  | P. boisei   |
|  |             |
|  | P. robustus |
|  |             |

|  | A. sediba                                                 |
|  |                                                           |
|  | \| \| H. habilis \| \| \| \| \| \| Altri Homo \| \| \| \| |
|  |                                                           |
|  | H. habilis                                                |
|  |                                                           |
|  | Altri Homo                                                |
|  |                                                           |

|  | H. habilis |
|  |            |
|  | Altri Homo |
|  |            |

|  | A. sediba                                                 |
|  |                                                           |
|  | \| \| H. habilis \| \| \| \| \| \| Altri Homo \| \| \| \| |
|  |                                                           |
|  | H. habilis                                                |
|  |                                                           |
|  | Altri Homo                                                |
|  |                                                           |

|  | H. habilis |
|  |            |
|  | Altri Homo |
|  |            |

|  | A. sediba                                                 |
|  |                                                           |
|  | \| \| H. habilis \| \| \| \| \| \| Altri Homo \| \| \| \| |
|  |                                                           |
|  | H. habilis                                                |
|  |                                                           |
|  | Altri Homo                                                |
|  |                                                           |

|  | H. habilis |
|  |            |
|  | Altri Homo |
|  |            |

|  | A. sediba                                                 |
|  |                                                           |
|  | \| \| H. habilis \| \| \| \| \| \| Altri Homo \| \| \| \| |
|  |                                                           |
|  | H. habilis                                                |
|  |                                                           |
|  | Altri Homo                                                |
|  |                                                           |

|  | H. habilis |
|  |            |
|  | Altri Homo |
|  |            |

|  | P. aethiopicus                                            |
|  |                                                           |
|  | \| \| P. boisei \| \| \| \| \| \| P. robustus \| \| \| \| |
|  |                                                           |
|  | P. boisei                                                 |
|  |                                                           |
|  | P. robustus                                               |
|  |                                                           |

|  | P. boisei   |
|  |             |
|  | P. robustus |
|  |             |

|  | A. sediba                                                 |
|  |                                                           |
|  | \| \| H. habilis \| \| \| \| \| \| Altri Homo \| \| \| \| |
|  |                                                           |
|  | H. habilis                                                |
|  |                                                           |
|  | Altri Homo                                                |
|  |                                                           |

|  | H. habilis |
|  |            |
|  | Altri Homo |
|  |            |

|  | A. sediba                                                 |
|  |                                                           |
|  | \| \| H. habilis \| \| \| \| \| \| Altri Homo \| \| \| \| |
|  |                                                           |
|  | H. habilis                                                |
|  |                                                           |
|  | Altri Homo                                                |
|  |                                                           |

|  | H. habilis |
|  |            |
|  | Altri Homo |
|  |            |

|  | A. sediba                                                 |
|  |                                                           |
|  | \| \| H. habilis \| \| \| \| \| \| Altri Homo \| \| \| \| |
|  |                                                           |
|  | H. habilis                                                |
|  |                                                           |
|  | Altri Homo                                                |
|  |                                                           |

|  | H. habilis |
|  |            |
|  | Altri Homo |
|  |            |

|  | A. sediba                                                 |
|  |                                                           |
|  | \| \| H. habilis \| \| \| \| \| \| Altri Homo \| \| \| \| |
|  |                                                           |
|  | H. habilis                                                |
|  |                                                           |
|  | Altri Homo                                                |
|  |                                                           |

|  | H. habilis |
|  |            |
|  | Altri Homo |
|  |            |

|              | Ardipithecus |
|              |              |
| A. anamensis | A. afarensis |
|              | A. afarensis |

|  | P. aethiopicus                                            |
|  |                                                           |
|  | \| \| P. boisei \| \| \| \| \| \| P. robustus \| \| \| \| |
|  |                                                           |
|  | P. boisei                                                 |
|  |                                                           |
|  | P. robustus                                               |
|  |                                                           |

|  | P. boisei   |
|  |             |
|  | P. robustus |
|  |             |

|  | A. sediba                                                 |
|  |                                                           |
|  | \| \| H. habilis \| \| \| \| \| \| Altri Homo \| \| \| \| |
|  |                                                           |
|  | H. habilis                                                |
|  |                                                           |
|  | Altri Homo                                                |
|  |                                                           |

|  | H. habilis |
|  |            |
|  | Altri Homo |
|  |            |

|  | A. sediba                                                 |
|  |                                                           |
|  | \| \| H. habilis \| \| \| \| \| \| Altri Homo \| \| \| \| |
|  |                                                           |
|  | H. habilis                                                |
|  |                                                           |
|  | Altri Homo                                                |
|  |                                                           |

|  | H. habilis |
|  |            |
|  | Altri Homo |
|  |            |

|  | A. sediba                                                 |
|  |                                                           |
|  | \| \| H. habilis \| \| \| \| \| \| Altri Homo \| \| \| \| |
|  |                                                           |
|  | H. habilis                                                |
|  |                                                           |
|  | Altri Homo                                                |
|  |                                                           |

|  | H. habilis |
|  |            |
|  | Altri Homo |
|  |            |

|  | A. sediba                                                 |
|  |                                                           |
|  | \| \| H. habilis \| \| \| \| \| \| Altri Homo \| \| \| \| |
|  |                                                           |
|  | H. habilis                                                |
|  |                                                           |
|  | Altri Homo                                                |
|  |                                                           |

|  | H. habilis |
|  |            |
|  | Altri Homo |
|  |            |

|  | P. aethiopicus                                            |
|  |                                                           |
|  | \| \| P. boisei \| \| \| \| \| \| P. robustus \| \| \| \| |
|  |                                                           |
|  | P. boisei                                                 |
|  |                                                           |
|  | P. robustus                                               |
|  |                                                           |

|  | P. boisei   |
|  |             |
|  | P. robustus |
|  |             |

|  | A. sediba                                                 |
|  |                                                           |
|  | \| \| H. habilis \| \| \| \| \| \| Altri Homo \| \| \| \| |
|  |                                                           |
|  | H. habilis                                                |
|  |                                                           |
|  | Altri Homo                                                |
|  |                                                           |

|  | H. habilis |
|  |            |
|  | Altri Homo |
|  |            |

|  | A. sediba                                                 |
|  |                                                           |
|  | \| \| H. habilis \| \| \| \| \| \| Altri Homo \| \| \| \| |
|  |                                                           |
|  | H. habilis                                                |
|  |                                                           |
|  | Altri Homo                                                |
|  |                                                           |

|  | H. habilis |
|  |            |
|  | Altri Homo |
|  |            |

|  | A. sediba                                                 |
|  |                                                           |
|  | \| \| H. habilis \| \| \| \| \| \| Altri Homo \| \| \| \| |
|  |                                                           |
|  | H. habilis                                                |
|  |                                                           |
|  | Altri Homo                                                |
|  |                                                           |

|  | H. habilis |
|  |            |
|  | Altri Homo |
|  |            |

|  | A. sediba                                                 |
|  |                                                           |
|  | \| \| H. habilis \| \| \| \| \| \| Altri Homo \| \| \| \| |
|  |                                                           |
|  | H. habilis                                                |
|  |                                                           |
|  | Altri Homo                                                |
|  |                                                           |

|  | H. habilis |
|  |            |
|  | Altri Homo |
|  |            |

Per un'altra ipotesi, formulata precedentemente, si pensa che essi rappresentino una biforcazione della linea evolutiva degli australopitechi, che da un lato ha portato agli Homo primitivi, mentre dall'altro è continuata nei Paranthropus.

## Evoluzione
I primi ominidi ascrivibili al genere Paranthropus apparvero 2,8 milioni di anni fa, per poi estinguersi senza lasciare tracce attorno a un milione di anni fa: ciò vuol dire che mentre le specie di Australopithecus si estinsero prima o poco dopo l'apparizione dei primi esponenti del genere Homo (Homo habilis, Homo ergaster, perfino Homo erectus), i Paranthropus appaiono nei giacimenti fossiliferi in concomitanza con questi ultimi e vivono assieme ad essi, percorrendo un proprio ramo evolutivo parallelo.

## Morfologia
A livello corporeo, il dimorfismo sessuale nelle dimensioni corporee era simile a quello dei scimpanzé, ovvero più marcato di quello osservabile negli esseri umani moderni. I Paranthropus rimanevano molto simili agli australopitechi, fatta eccezione per le maggiori dimensioni; comparati all'uomo moderno, la loro dimensione corporea variava da piccola a media.
Le specie del genere Paranthropus avevano postura eretta ed andatura bipede: misuravano circa 130-150 cm d'altezza ed avevano un corpo tozzo e muscoloso. Le mani erano munite di pollici opponibili che consentivano una presa sicura e anche movimenti di precisione, mentre l'opponibilità del pollice del piede era andata perduta gıà per meglio supportare l'andatura eretta.L'alluce simile a quello dell'uomo moderno, suggerisce una postura del piede e un'ampiezza di movimento simili a quelle umane, ma l'articolazione della caviglia più distale, avrebbe inibito un'andatura simile a quella dell'uomo moderno.

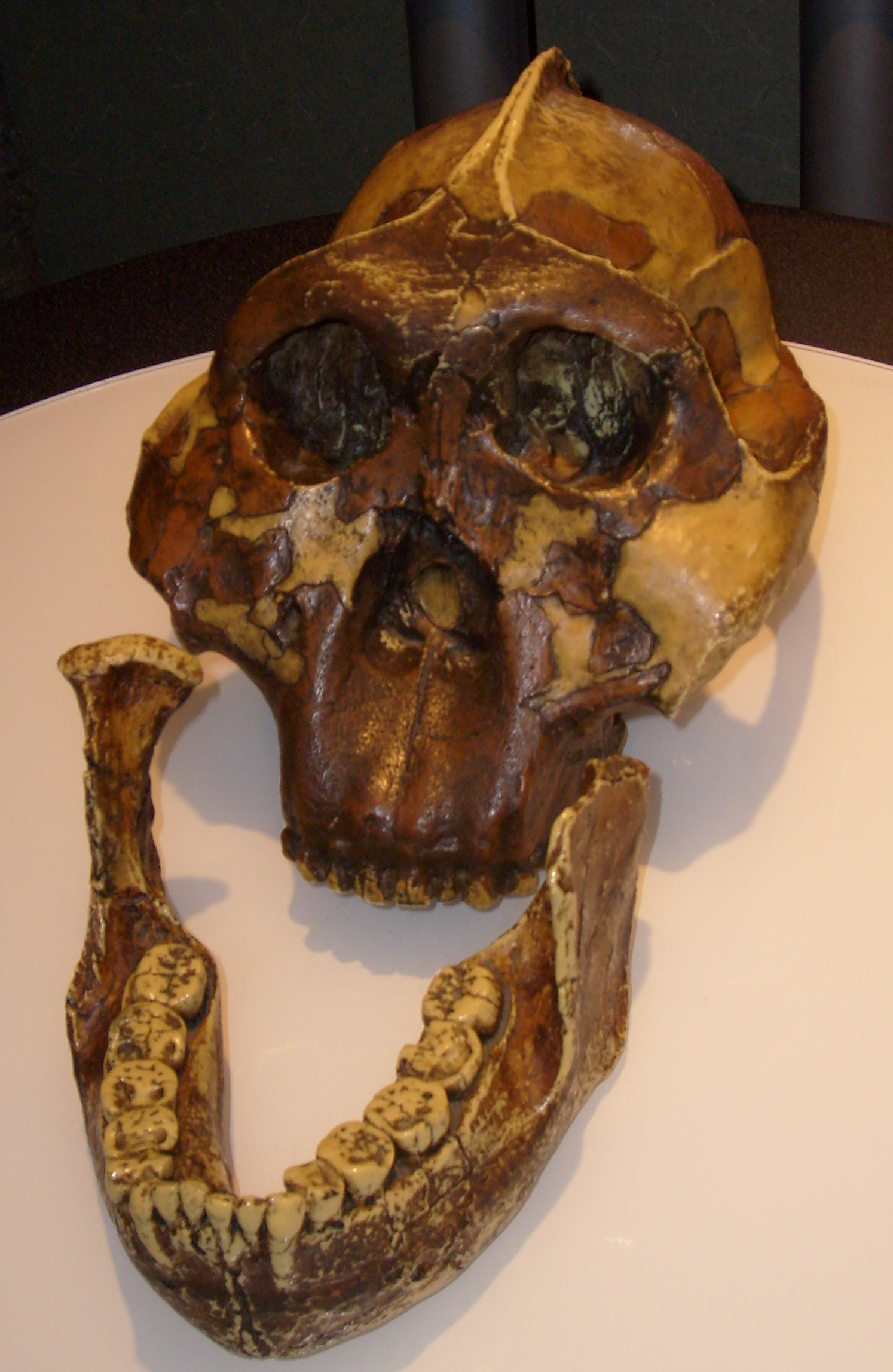
Ricostruzione di un cranio di Paranthropus boisei: notare i grossi molari e la cresta sagittale pronunciata.

Il cranio presentava una mandibola assai sviluppata e un'accentuata cresta sagittale (simile a quella dei gorilla) per supportare l'attaccatura di imponenti muscoli temporali: i canini sono poco sviluppati, mentre premolari e molari appaiono grandi e muniti di smalto ispessito. Queste caratteristiche hanno fatto ipotizzare che seguissero una dieta principalmente vegetariana, a base di radici, frutta e semi.
 Il palato particolarmente spesso, viene generalmente spiegato come un adattamento per resistere all'elevata forza del morso; per un'ipotesi alternativa è invece la conseguenza dell'allungamento del viso, e dell'anatomia del setto nasale.
Il volume della scatola cranica era in media di circa 500 cm3, paragonabile a quello dei più piccoli tra gli australopitechi, ma più piccolo di quello dell'Homo sapiens: per questo motivo, si ritiene che le specie del genere Paranthropus quasi certamente non avessero un linguaggio, mentre non si è sicuri se questi ominidi fossero soliti utilizzare utensili (sono stati ritrovati utensili in pietra nei pressi di fossili di Paranthropus, ma non si sa se questi fossero stati fabbricati da questi ultimi o dai contemporanei Homo) oppure avessero imparato a controllare il fuoco (vi sono correlazioni dirette fra il fuoco e questi ominidi, ma gli indizi in proposito sono pochi e ben si prestano a ingenerare confusione).

## Comportamento
Rispetto agli Australopithecus e agli Homo, questi ominidi apparivano meno propensi a vivere nella savana, preferendo invece le zone ricoperte da boscaglia o foresta. Anche la loro dieta ne pregiudicava l'adattabilità a nuovi ambienti, in quanto i Paranthropus erano spiccatamente vegetariani, fattore questo che ne ha con molta probabilità pregiudicata l'espansione geografica.
I parantropi erano mangiatori generalisti, ma la loro dieta sembra variare notevolmente a seconda della posizione. Il P. robustus sudafricano sembra essere stato un onnivoro, con una dieta simile alle specie di Homo sue contemporanee e quasi identica al successivo H. ergaster, e viveva principalmente di piante della savana e piante forestali, il che può indicare cambiamenti stagionali nella dieta, o migrazioni stagionali dalla foresta alla savana. Nei periodi di magra potrebbe essere ricaduto su cibi fragili.
Il P. boisei dell'Africa orientale, d'altra parte, sembra essere stato in gran parte erbivoro. Le sue potenti mascelle gli permettevano di consumare un'ampia varietà di piante diverse, anche se potrebbe aver preferito largamente i tuberi ricchi di sostanze nutritive.
Queste convinzioni devono ora essere verificate alla luce dei ritrovamenti di Nyayanga, dove i due denti di Paranthropus, associati ad ossa di ippopotamo e strumenti litici utilizzabili per lavorare alimenti, come piante, carne e midollo osseo, potrebbe indicare che avessero una dieta più varia di quanto ad oggi ipotizzato.
Inoltre, la copresenza dei due denti a strumenti litici olduvaiani ha portato alcuni studiosi a ipotizzare, che gli strumenti propri della tecnologia litica dell'olduvaiano potessero essere, se non prodotti, quantomeno utilizzati dai Paranthropus.

## Localizzazione
Robustus
- Swartkrans, situato a circa 40 chilometri da Johannesburg in Sudafrica, che fa parte del patrimonio dell'umanità dell'UNESCO denominato Culla dell'umanità.[29] Qui sono stati ritrovati fossili riferibili all'homo erectus ed ad oltre cento ominidi del genere Paranthropus robustus,[30] tra i quali il più giovane attualmente ritrovato, datato ad un periodo compreso tra 1 milione e 600.000 anni fa.[31]
- Kromdraai, situato a circa 40 chilometri da Johannesburg in Sudafrica, che con Swartkrans, distante appena 2 chilometri, fa parte della Culla dell'umanità[29]. Nel 1938 vi fu trovato il teschio che sarebbe poi diventato l'olotipo del Paranthropus robustus[32].

Aethiopicus
- Lomekwi, poco ad ovest del Lago Turkana in Kenya[33], dove nel 1985 è stato ritrovato il fossile KNM WT 17000, noto come il cranio nero, un cranio fossilizzato di P. aethiopicus[34].

Boisei
- Gola di Olduvai in Tanzania, dove nel 1959 è stato ritrovato il cranio che ha dato il nome alla specie.
- Peninj in Tanzania, dove nel 1964 fu trovato il fossile di mandibola di un adulto di sesso maschile, di quella che sarà la seconda evidenza di P. boisei[35].
- Koobi Fora, un'area archeologica nei pressi del lago Turkana in Kenya[36], dove a partire dal 1969, tra i fossili di diversi ominidi, ne furono ritrovati anche di P. boisei[37].
- Konso, situato vicino l'omonima città in Etiopia. Qui è stata ritrovata la prima calotta cranica con associata la mascella inferiore di un Paranthropus boisei, fossile reperto come KGA 10-525, cui è stata attribuita un'età di circa 1,4 milioni di anni.[38]